# Praça de São Isaac

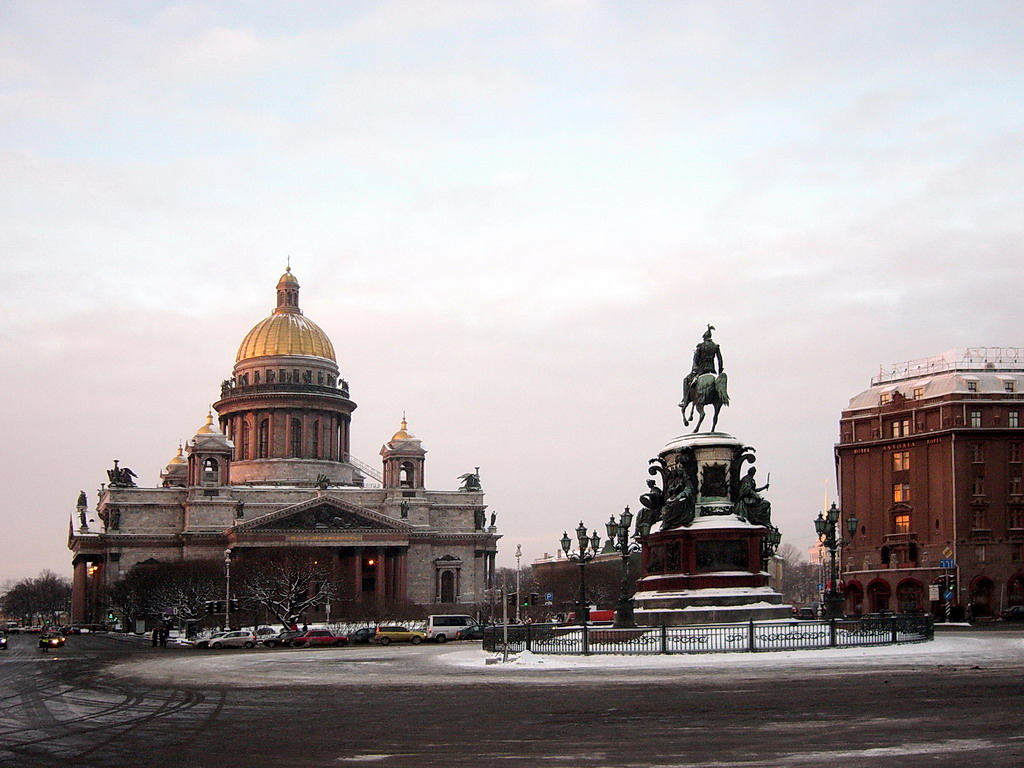
A Praça e a Catedral de São Isaac.

A Praça de São Isaac (em russo: Исаакиевская площадь), conhecida como Praça Vorovsky (em russo: Площадь Воровского) entre 1923 e 1944, em São Petersburgo, na Rússia é uma grande praça que vai do Palácio Mariinsky e a Catedral de Santo Isaac, que a separa da Praça do Senado. A praça abriga o monumento equestre de Nicolau I da Rússia.
O Palácio Lobanov-Rostovsky (construído em 1817 e 1820) no lado oeste da praça foi projetada por Auguste de Montferrand. Pode ser descrito como um edifício do estilo império que tem um pórtico de oito colunas de frente para o Almirantado de São Petersburgo. A varanda principal tem as estátuas gêmeas de leões de Medici em pedestais do granito. Eles ficaram famosos por Pushkin em seu último longo poema, O Cavaleiro de Bronze. Nas imediações se encontra o Manege de São Petersburgo feito por Giacomo Quarenghi (construído entre 1804 e 1807), em parte inspirado no Partenon e flanqueado pelas estátuas de mármore de Castor e Pólux, de Paolo Triscornia.
Em frente à catedral encontra-se o Palácio Mariinsky, construído entre 1829 e 1844 para a Grã-Duquesa Maria Nikolaevna. Atualmente, o palácio abriga a Assembléia Legislativa de São Petersburgo. Na frente do palácio está a Ponte Azul de 97 metros de largura, que costumava ser a mais larga em São Petersburgo. Sobre o rio Moika, a ponte é geralmente percebida como a extensão da praça, embora na verdade ela forme uma praça separada, chamada Mariyinskaya. À direita da ponte está a Escala de Netuno, com um tampo de granito. Este é uma escala que marca os níveis de água durante inundações.

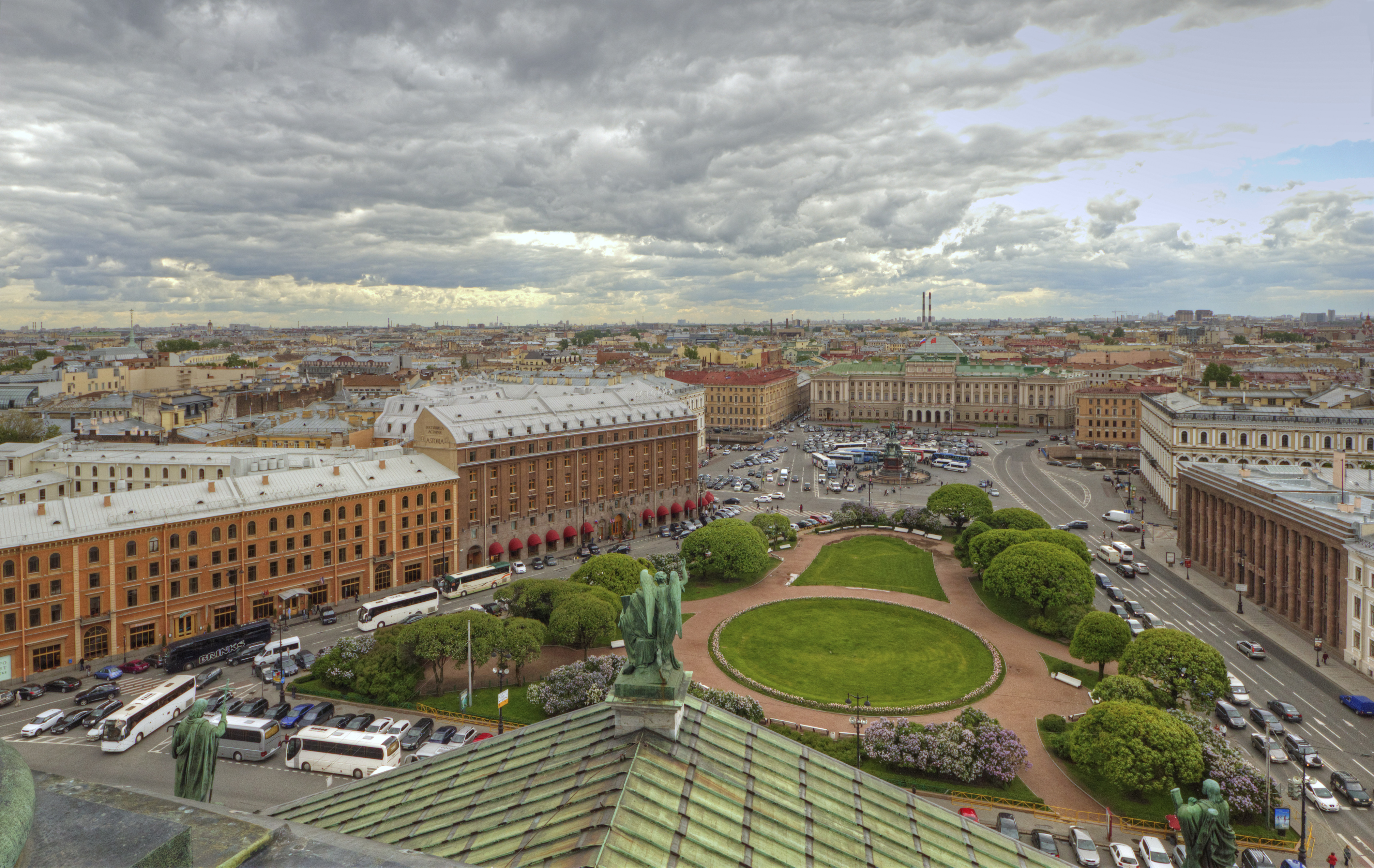
A Praça vista da Catedral de São Isaac.

Ao leste da catedral está o Hotel Astoria, com seis andares, projetado por Fyodor Lidval. Ele foi inaugurado em 1912 e foi um dos hotéis mais luxuosos do Império Russo. Adjacente ao Astoria está o Hotel Angleterre, que é lembrado como o local da morte do poeta Serguei Iessienin. O edifício na esquina da rua Malaya Morskaya é associado a Dostoiévski, que viveu lá entre 1848 e 1849. Nesse período, ele publicou seu primeiro trabalho de ficção, Noites Brancas.
O Instituto Russo de Melhoramento Vegetal nomeado após o acadêmico Nikolai Vavilov está localizado em dois edifícios neo-renascentistas. O instituto tem uma coleção única de 160.000 plantas cultivadas, que Vavilov coletou ao viajar em cada continente entre 1921 e 1940. Após o fim da Segunda Guerra Mundial, um jornal publicado em Londres relatou que a coleção de Vavilov foi perdida durante o cerco de Leningrado. No entanto, o relatório era falso: apesar de muitos morrerem de fome, a equipe do instituto não consumiria um único grão de arroz ou tubérculo de batata da coleção.
Um dos últimos edifícios a ser erguido na praça foi a embaixada alemã de granito vermelho trapezoidal (construída entre 1911 e 1912), pelo arquiteto Peter Behrens. O edifício é um ponto de referência na história da arquitetura ocidental, porque era a primeira espécie de Classicismo descascado, um estilo que gozava de imensa popularidade na Rússia Stalinista e na Alemanha Nazista.